# Наказание восставших Левитов
Наказание восставших (итал. Punizione dei ribelli) — фреска работы Сандро Боттичелли, написанная в период 1480—1482 гг. Расположена в Сикстинской капелле, Ватикан. Полное название сюжета: «Наказание Кораха, Дотана и Авирана».

## История
27 октября 1480 года Боттичелли, вместе с другими флорентийскими художниками, Доменико Гирландайо и Козимо Росселли, приехал в Рим, куда они были приглашены для участия в проекте по примирению между Лоренцо де Медичи, фактическим правителем Флорентийской республики и папой Сикстом IV. Весной 1481 года флорентийцы приступили к работе в Сикстинской капелле, вместе с Пьетро Перуджино, который начал работу ранее.
Темой росписи стала параллель между историями Моисея и Иисуса Христа, как символ преемственности между Ветхим и Новым заветом, а так же преемственности между законом, данным Моисею и посланием Иисуса, который, в свою очередь, избрал Святого Петра (первого епископа Рима) своим преемником: это должно было послужить провозглашению законности наследников Святого Петра — римских пап.
Боттичелли, при участии помощников, украсил стены капеллы тремя фресками. Кроме того, он, по поручению папы, осуществлял общее руководство работами, и, в некотором роде, определил идеологию всего цикла росписей.

## Сюжет и композиция фрески
Фреска входит в Историю Моисея, на ней, как и на остальных композициях, запечатлено несколько эпизодов из Ветхого и Нового Заветов. Расположена на южной стене капеллы, левой от алтаря.
Основным содержанием фрески является ветхозаветная история: бунт левитов против правления Моисея. Левит Корей вместе с Дафаном и Авироном оспаривал право Аарона на первосвященство. Тогда Моисей приказал им возжечь курения «пред Господом; и кого изберёт Господь, тот и будет свят». И когда они это сделали, «разверзла земля уста свои и поглотила их и домы их, и всех людей Кореевых и всё имущество» (Чис. 16:1-32).
Справа на переднем плане изображены Моисей, мятежники, пытающиеся побить его камнями, и Иисус Навин, преграждающий им путь. В центре Моисей в облачении Верховного жреца и папской тиаре изгоняет Корея и заговорщиков. Слева земля разверзается и поглощает предводителей заговора. Надпись на арке в центре гласит: Nemo sibi assumat honorem nisi vocatus a Deo tamquam Aaron (Никто не осмеливается брать на себя честь жертвоприношения, если он не призван Богом, как Аарон). Этот сюжет, повествующий о борьбе с еретиками за единство Церкви, приобрёл особенную актуальность в годы укрепления власти римско-католической церкви при папе Сиксте IV.
Фреска расположена напротив композиции «Вручения ключей Святому Петру», символизирующей легитимность папской власти, и должна была, в свою очередь, послужить предостережением инакомыслящим, посягающим на власть священства.